# Розенштейн, Михаил Евстафьевич
Михаил Евстафьевич Розенштейн (1880, Российская империя — 22 апреля 1919, Видлица, Олонецкая губерния, РСФСР) — российский революционер, большевик.

## Биография
Работал рабочим-металлистом, участвовал в революционном движении как агитатор, создавал подпольные кружки. Во время Революции 1905—1907 годов в России организовал забастовку в Экспедиции заготовления государственных бумаг. Арестован полицией и выслан из Петербурга, за пределами столицы продолжал революционную деятельность, занимался перевозкой нелегальной литературы, работал в подпольной типографии. В 1910 возвратился в столицу и устроился на Путиловский завод. В 1912 снова арестован и выслан в Саратов, где с местными большевиками работал в подпольной типографии. После обнаружения таковой опять последовали арест и ссылка в Нарымский край. После Февральской революции вернулся в Петроград, и снова поступил работать на Путиловский завод, где вскоре был избран в заводской комитет. В мае 1917 стал членом организационного бюро по созыву I конференции фабрично-заводских комитетов Петрограда, избран в Центральный совет фабрично-заводским комитетов столицы, вскоре вступил в ряды РСДРП(б). Принимал участие в подготовке петроградских рабочих к вооружённому восстанию, после Октябрьской революции, в разгар Гражданской войны, направлен в Карелию, где стал начальником небольшого гарнизона в Видлице. Когда в ночь на 21 апреля 1919 большая группа белофиннов пересекла государственную границу, разгромила пограничную заставу в Погранкондуши и уничтожила пограничников, возглавил оборону Видлицы. Когда враги окружили село, его отряд отошёл к церкви и укрылся за её стенами, руководство боем осуществлялось им с колокольни. После исчерпания боеприпасов и разрушения церкви гарнизон погиб в полном составе. Затем за короткое время в Олонецком уезде белофинны и их пособники учинили белый террор, были убиты 286 коммунистов, учителей, крестьян, в том числе несколько малолетних детей. В том же году, через два с небольшим месяца, Видлица была освобождена частями РККА и РККФ от войск Олонецкой добровольческой армии в рамках Видлицкой операции.

## Память

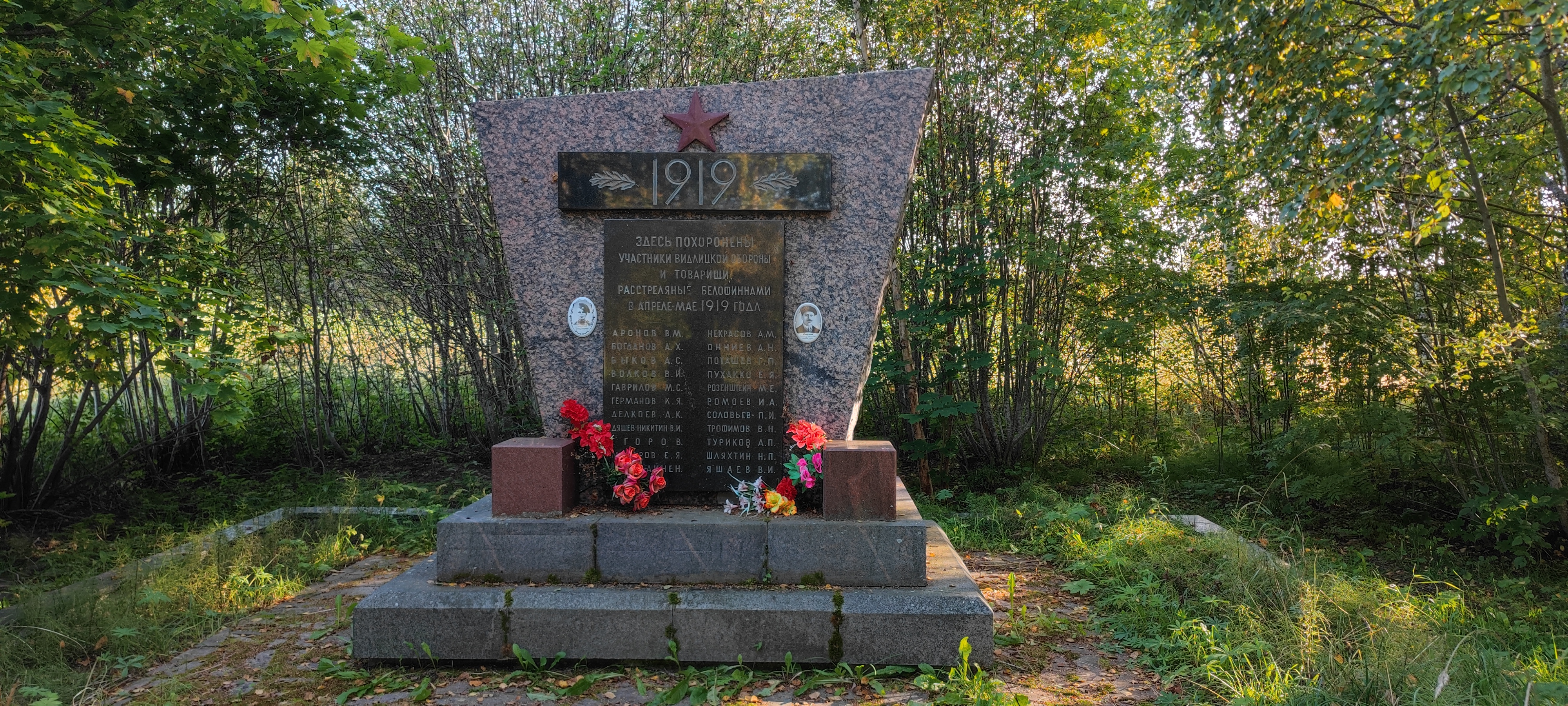
Братская могила, в которой похоронен М. Е. Розенштейн (Советская улица, у дома 43, Видлица, Олонецкий район, Карелия)

- 6 октября 1923 в Петрограде была переименована Лейхтенбергская улица в улицу Розенштейна.
- В Видлице установлен гранитный валун, на котором укреплена мемориальная плита из габбро-диабаза с памятной надписью: «Героям и жертвам гражданской войны 1919». Объект культурного наследия № 1000497000 // Реестр объектов культурного наследия Викигида.